# Protesti in izgredi v Ljubljani 5. novembra 2020
V četrtek, 5. novembra 2020, sta v središču Ljubljane potekala dva protestna shoda z raznolikimi pobudniki in cilji. Nekateri udeleženci so protestirali proti vladi, drugi pa so nasprotovali ukrepom za zajezitev epidemije koronavirusa in na podlagi raznih teorij zarot. Na popoldanskem shodu je bila prisotna tudi znatna skupina udeležencev, ki so se dogodka udeležili zgolj zato, da bi zanetili izgrede. 
Medtem ko je opoldanski shod minil mirno in pritegnil le peščico udeležencev, se je popoldanski shod z okoli 500 udeleženci kmalu po pričetku sprevrgel v nasilne izgrede dela udeležencev, ki so se shoda udeležili v želji spopada s policijo. Izgredniki so metali različne predmete in uničevali javno lastnino ter napadali policiste, novinarje in druge protestnike. Shod in nemiri so se začeli na Trgu republike, izgredniki pa so se nato razpršili po središču mesta in še okoli 2 uri vztrajali s spopadi in nasiljem. Poškodovanih je bilo 15 policistov in 2 novinarja. 
Zaradi nasilja na kasnejšem protestu in pa suma, da so bili izgredi predhodno načrtovani in namenoma izvedeni, so bile sprožene policijske in parlamentarne preiskave. 

## Ozadje
V letu 2020 se je v Ljubljani in drugih slovenskih mestih odvilo večje število protestov, ki so predvsem izražali nasprotovanje vladi Janeza Janše. Redni protesti so potekali ob petkih. Protesti so potekali brez znatnih incidentov ali izgredov.

### Pretekli izgredi v Ljubljani
Protesti v Ljubljani so se v preteklosti že spreobrnili v nasilne izgrede. 
Leta 2010 je na študentskem in dijaškem protestu proti vladnemu zakonu o malem delu prišlo do izgredov, ko so demonstranti prispeli pred stavbo državnega zbora. Izgrede naj bi zanetila manjša skupina provokatorjev (domnevno nogometnih huliganov in neonacistov), ki so se jim nato pridružili tudi ostali udeleženci. Izgredniki so proti stavbi državnega zbora in nato policistom, ki so ga prišli varovat, metali različne predmete. Poškodovanih je bilo več policistov in protestnikov ter pročelje državnega zbora.
Novembra leta 2012 je enega v vrsti zaporednih protestnih shodov v Ljubljani infiltrirala manjša skupina dobro organiziranih nasilnežev, ki je v policiste, ki so varovali stavbo državnega zbora, začela metati razne predmete, čemur so sledile ulične bitke med skupinami izgrednikov in policistov. Poškodovanih je bilo več policistov in izgrednikov, nastala je gmotna škoda, protest pa je bil zaradi nasilja predčasno razpršen. Policija je tekom preiskave izgredov ugotovila, da so izgredniki za izvajanje nasilja prejeli denarno plačilo (30–50 evrov v gotovini), a je ostalo nejasno, kdo je bil naročnik. Policija je sicer preiskovala tudi sume, da je izgrede naročil političen akter. Organizatorji izgredov naj bi pred protestom k sodelovanju novačili mladino iz raznih ekstremističnih in navijaških skupin, jim priskrbeli hladno orožje, nasilneže med izgredom usmerjali s pomočjo telekomunikacij, v množico protestnikov poslali fotografe, da bi razkrinkali policiste v civilu, in jih napadli na kasnejših shodih. Nasilje nad policisti naj bi bil glavni cilj izgrednikov; če so policistom zadali hujše poškodbe, so bili nagrajeni.

### Kontekst petonovembrskih shodov po svetu
5. novembra se v Veliki Britaniji tradicionalno praznično obeležuje neuspeh poskusa razstrelitve parlamenta Velike Britanije (Noč Guya Fawkesa); leta 1605 je skupina katoliških upornikov tako neuspešno poskusila izvesti atentat na protestantskega kralja in člane parlamenta ter s tem povrniti katoliško vladavino v Veliko Britanijo. Dogodek se med drugim obeležuje z zažiganjem lutk podobe Guya Fawkesa, enega od upornikov. Otroci med praznikom nosijo tudi maske, ki uprizarjajo podobo Guya Fawkesa.
Aktivistično in haktivistično gibanje Anonymous je posvojilo simboliko maske in praznika Noči Guya Fawkesa na podlagi reinterpretacije praznične tradicije v futuristični distopični grafični noveli in filmu V for Vendetta, ki uprizarja boj zamaskiranega heroja v Guy Fawkes maski proti bodoči fašistični tiranični vladi Velike Britanije.
Privrženci gibanja Anonymous 5. novembra po svetu organizirajo tako imenovani Shod miljonov mask, na katerem izrekajo podporo krovnim vrednotam gibanja, kot so nasprotovanje korupciji in kršenju pravic in svoboščin državljanov.

### Pozivi k udeležbi
K shodom na dan 5. novembra je več tednov pozivalo več ločenih protestniških skupin. K petonovembrskim protestom se je pozivalo prek družbenih omrežij in spletnih strani ter z letaki. Kdo natančno je popoldanski shod organiziral je bilo tudi več dni po shodih in izgredih še vedno nejasno čeprav so na koncu osumili  kot vodjo Ličina Anis-a.
Pobudo za petonovembrske proteste je sprva podala samooklicana slovenska izpostava aktivističnega kolektiva Anonymous, ki se je v dneh pred in po petonovembrskih shodih od ostalih pobudnikov shodov distancirala ter obsodila protestniško nasilje.
Organizatorji rednih petkovih protivladnih protestov so ob razglasitvi drugega vala epidemije koronavirusa v Sloveniji privržence pozvali, naj se shodov na prostem začasno ne udeležujejo. Organizatorji petkovih protestov so se zaradi napovedi nasilja in aktivne epidemije izrecno distancirali od petonovembrskih protestov.
1. novembra je bil na Twitterju objavljen posnetek skupine zamaskiranih in v črno oblečenih oseb, ki so pozirale pred transparentom z napisom »5. 11. 20«. Posnetek naj bi nastal v Velenju. Spletni mediji, povezani s stranko SDS, so jih označili za pripadnike gibanja Antifa oz. za "huligane".

#### Anonymous Slovenia
17. avgusta 2020 je uporabnik AnonSlo na YouTube objavil posnetek z naslovom »A message to the people of Slovenia / Sporocilo Slovenskemu narodu«, ki je napovedoval bitko kolektiva Anonymous proti slovenski vladi. Dan kasneje je posnetek delil Twitter uporabnik Anonymous Slovenia (@anonslo). Konec avgusta 2020 je uporabnik @anonslo na Twitter-ju objavil povezavo do pridobljenih podatkov iz strežnika spletnega portala Nova24TV (portal je povezan z vladajočo stranko SDS).
4. oktobra je uporabnik @anonslo na Twitterju delil poziv k protivladnemu shodu na dan 5. novembra ob 16.30 na Trgu republike v Ljubljani. Uporabnik je nato še večkrat delil pozive k protestom na ta dan. Uporabnik je nato v objavah konec oktobra opozoril, da člani gibanja Ozaveščeni prebivalci Slovenije in skupine privržencev raznih teorij zarot in skranih političnih gibanj poskušajo uzurpirati napovedane petonovemberske protivladne proteste in se od njihovih stališč v zapisih distanciral. Uporabnik @anonslo je prav tako izjavil, da kolektiv Anonymous Slovenija ne zanika obstoja in nevarnosti koronavirusa in da k protestu pozivajo izključno zaradi nasprotovanja trenutni slovenski vladi. Uporabnik je 31. oktobra zapisal, da ne odobravajo nasilja in vse privržence, ki se nameravajo udeležiti protesta v imenu gibanja Anonymous pozval, naj nosijo maske.
Anonymous-ov poziv k udeležbi na petonovembrskih protestih se je širil tudi prek objav na socialnih omrežjih in letakov, razobešenih na javnih mestih po državi.

#### Gibanje Ozaveščeni prebivalci Slovenije
Gibanje OPS je k udeležbi na njihov opoldanski protest pozivalo prek svoje spletne strani, Facebook strani in domnevnega deljenja letakov (ki so jih po lastnih navedbah razdelili 50.000 slovenskim gospodinjstvom). Gibanje OPS je protestiralo na podlagi teorij zarot povezanih s pandemijo koronavirusne bolezni 2019.

### Sumi na možnost nemirov na shodih
Že pred protestom so se v javnosti pojavile informacije, da za protest 5. novembra pripravljajo izgredi. Slovenska obveščevalno-varnostna agencija (SOVA) je v času pred protesti ugotovila tveganje, da bi lahko na petonovembrskih protestih prišlo do nasilja. O sumu tveganja za nemire na petonovembrskih protestih je Sova v torek 3. novembra obvestila predstavnike parlamentarne komisije za nadzor obveščevalnih in varnostnih služb (Knovs). SOVA naj bi navedla, da se na udeležbo na napovedanih protestih pripravljajo skupine, ki načrtujejo izgrede in "so povezane s tujino". Sova skrajnežev, ki naj bi naklepali izgrede, domnevno ni uspela identificirati, hkrati pa so predstavniki Sove zanikali, da bi jih bilo mogoče povezati z gibanjem Antifa. Člane Knovsa je ob obisku Sove zanimalo, če Sova spremlja skupino Anonymous, ki je proteste napovedala. Zaradi medijskega poročanja o izsledkih Sove, o katerih je agencija malo pred tem obvestila Knovs, sta poslanca SDS 9. novembra podala ovadbo zoper neznanega storilca zaradi suma izdaje tajnih podatkov (po njuno člana Knovsa).
Udeležbo naj bi načrtovali tudi provokatorji, da bi protestnike prikazali kot ekstremiste in tako očrnili vladi neljube protestnike. V povezavi s prihajajočimi protesti se je omenjalo tudi posameznike s povezavami z mednarodnimi kriminalnimi združbami.
Na zahtevo policije so morali 5. novembra poslanci in zaposleni do 16:00 ure zapustiti stavbo državnega zbora, ker je policija na popoldanskih protestih pričakovala nasilje. Državni zbor je med sicer med 20. predhodnimi protesti obratoval nemoteno. Poslanec in voditelj stranke Levica Luka Mesec je zato pozval na razjasnitev sumov, na podlagi katerih je policija uspela predvideti izgrede.

## Potek
Policija je v dneh pred napovedanima petonovembrskima shodoma zaznala pozivanje k protestom prek socialnih omrežji in letakov in zato napovedala nadzor upoštevanja ukrepov za zajezitev epidemije koronavirusa, omejitev gibanja v okolici parlamenta in vlade ter videonadzor območja. Policija je nadzirala oba shoda. Oba shoda sta bila neprijavljena.

### Opoldanski protest gibanja Ozaveščeni prebivalci Slovenije
Prvi shod, ki se je pričel okoli 12.00, je organiziralo gibanje OPS. Na Trgu republike se je zbralo 6 protestnikov. Policija je udeležence opozorila, da je shod prepovedan in ugotovila njihovo istovetnost. Ugotovljena je bila kršitev zakona o javnem redu in miru in dve kršitvi odloka o omejevanju gibanja ljudi.

### Popoldanski protest in izgredi
Drugi shod se je pričel okoli 16.30. Shod se je kmalu po pričetku sprevrgel v nasilne izgrede; množični neredi so se pričeli kmalu po 17:00. Policija je izgrednike uspela razgnati okoli 19. ure.
Nekateri udeleženci shoda so protestirali proti vladi, drugi proti ukrepom za zajezitev epidemije koronavirusa. Nekateri posamezniki so se protesta udeležili zgolj, da bi povzročili nasilne izgrede. Shoda naj bi se domnevno med drugim udeležili člani nasilniških združb navijačev oz. »skupine huliganov in nasilnežev«. Med udeleženci ni bilo vidnih transparentov ali drugih pripomočkov, ki bi nakazovali politično vsebino dogodka. Neuradno naj bi bili na shodu prisotni privrženci navijaških skupin Green Dragons in Viol. Po poročanju Dnevnika naj bi policija med udeleženci identificirala zaposlene zasebnih varnostnih služb, ki naj bi »bile povezane s sumljivimi posli«. Prav tako pa se je na družabnih omrežjih napovedovalo prisotnost privržencev provladne skupine Rumeni jopiči.
Nasilneži so napadali policiste, prišlo pa je tudi do pretepov med samimi udeleženci shoda. Nasilneži so nad policiste in novinarje metali steklenice, granitne kocke in petarde.
Varnostni ukrepi policije
Policija je ob protestu zaprla okoliške ulice in zagradila polovico trga, da bi preprečila dostop do parlamenta.
Zbiranje udeležencev in pričetek shoda
Protest je sprva potekal pred parlamentom; ob 16.40 se je na Trgu republike zbralo od 50 do 100 ljudi. Število protestnikov se je nato povečevalo; protestniki so se zadrževali predvsem ob robu trga. Vsega skupaj se je po navedbah policije zbralo nekaj sto ljudi oz. okoli 500 ljudi.
Policija je udeležence opozarjala na prepoved zbiranja in protiepidemijske ukrepe, nekatere pa so identificirali in odvedli s trga.
Policija je med shodom uporabila telesno silo zoper udeleženko, ki se je po navedbah policije dotikala policista, ga poskušala udariti, mu segala po čeladi in mu jo nato tudi snela. Udeleženka ni upoštevala pozivov policije, naj s početjem preneha, zato so udeleženko policisti pograbili in spravili na tla. Ob tem se je v dogajanje vmešal njen spremljevalec zoper katerega so prav tako uporabili prisilna sredstva in oba privedli v prostore policije. Incident je bil delno ujet na videoposnetku, na podlagi katerega so nekateri policistom očitali prekomerno rabo sile. Par je kasneje v videoposnetku, objavljenem na socialnem omrežju Facebook, zanikal navedbe policije v zvezi z incidentom in pritrdil očitkom prekomerne rabe sile s strani policije.
Pričetek nasilnih izgredov
Shod se je kmalu po pričetku sprevrgel v nasilne izgrede. Malo po 17. uri je prišlo do množične kršitve javnega reda in miru, uporabe pirotehnike in več pretepov. Udeleženci so vzklikali »ovce« in »lopovi«, prižgali navijaške bakle in metali granitne kocke ter pirotehnična sredstva. Začelo se je prerivanje. Protestniki so bili pozvani k razpustitvi, a pozivov mnogi niso upoštevali, zato je policija množico razgnala.
Razpršitev izgrednikov po središču Ljubljane
Po izbruhu neredov na Trgu republike je policija Trg republike izpraznila in protestnike potisnila proti Cankarjevemu domu, Slovenski cesti, in nato Aškerčevi cesti. Za tem je policija začela sistematično prazniti ulice, pri čemer so izbruhnili spopadi med izgredniki in policijo, nastala pa je tudi materialna škoda na mestni infrastrukturi. Skupine izgrednikov so se razpršile po ulicah, kjer so se ponovno strnile v skupine in nadaljevale spopade s policijo.
Napadi na novinarje
Udeleženci shoda so nasilno odrivali novinarske ekipe in jih ovirali pri delu. Med izgredi so bili napadeni štirje novinarji. Napadeni so bili novinarji Planet TV, ki so se sicer uspeli umakniti za tem ko so na njih izgredniki metali različne predmete. Vladimir Vodušek, novinar Topnews.si, je med poročanjem s protesta po lastnih navedbah utrpel lažje poškodbo noge zaradi padca, ko ga je brcnil moški.
Med izgredi je bil napaden in huje poškodovan fotoreporter fotoagencije BoBo Borut Živulovič. Živulovič je bil napaden, ko se je premikal s Trga republike proti Gregorčičevi ulici. Tik pred napadom je s kolegom fotografiral spopad med izgredniki in policisti. Policisti so se po uporabi solzilca iz območja umaknili, nakar sta reporterja v skupini izgrednikov ostala sama. Živulovič navaja, da je tik pred napadom slišal klic »O, glej fotografa«. Živulovič je med napadom izgubil zavest in se samega napada zato ne spominja; zavedel se je šele v bolnišnici. Živuloviča so po navedban njegovega delodajalca pretepali še po tem, ko je že obležal nezavesten na tleh. Napadalci so si vanj tudi brisali podplate. Dan po protestih je bil Živulovič še vedno hospitaliziran, in sicer čakajoč na operacijo čeljusti na ljubljanski stomatološki kliniki zaradi zloma čeljusti.
Sprehod ministra za notranje zadeve Aleša Hojsa
V času izgredov se je po Slovenski cesti v spremstvu osebnih varnostnikov in pripadnikov policijske specialne enote z jurišnimi puškami sprehodil minister za notranje zadeve Aleš Hojs. Šlo je za prvi primer sodelovanja policijske specialne enote pri varovanju varovane osebe izven vojnega stanja v zgodovini Republike Slovenije. Nad Hojsom so ob pohodu nekateri opazovalci vzklikali "lopovi".
Hojs je pojasnil, da se je na prizorišče (na Trgu republike) podal, da bi pozdravil policiste na terenu in ob tem zanikal, da bi bil za spremstvo specialne policijske enote osebno odgovoren. Hojs je med sprehodom v izjavi za novinarko 24UR Katarino Matejčič medijem očital, da so v preteklih mesecih proteste "podpirali in jim dajali kruha" in da so zato sokrivi za poškodovane policiste.
Ukrepi policije in uporabljena prisilna sredstva
Med varovanjem petonovembrskih shodov so sodelovali ljubljanski policisti, konjeniki, vodniki služenih psov, pripadniki posebnih enot policije ljubljanske in drugih uprav, pripadniki specialne enote policije (po neuradnih podatkih tudi njihova posebna bojna enota) in helikopterska enota policije.
Policija je fizično silo zoper udeležencev uporabila v 4 primerih.
Policija je za obvladanje izgrednikov uporabila različna prisilna sredstva, vključno z: vodnim topom (na Slovenski cesti) (drugič v zgodovini Slovenije), solzilcem oz. plinskimi sredstvi (na Prešernovem trgu) (16 izstrelkov), prvič v zgodovini Slovenije pa je uporabila tudi t.i. gumijaste naboje. Gumijasti naboji so bili uporabljeni zoper posamezne nasilneže ki so s svojim početjem (npr. metanjem nevarnih predmetov) izrecno ogrožali varnost policijskega osebja, narejeni so bili iz pene, kalibra 40mm in teže 32g, vsega skupaj pa je bilo izstreljenih 5 izstrelkov.

#### Identitete izgrednikov
Direktor policijske uprave Ljubljana je v izjavi zatrdil, da med nasilnimi izgredniki ni šlo za običajne protestnike, temveč za posameznike, ki so se shoda udeležili v želji napadov na policiste. Minister Hojs na dan izgredov navedel, da po tedaj znanih informacijah »del izgrednikov prihaja iz kriminalnega podzemlja, del pa tudi iz navijaških skupin« ter da ni dokazov, da bi šlo pri izgrednikih za tuje državljane. Šlo naj bi za pretežno mlajše posameznike. Policijski viri so med njimi prepoznali člane navijaških skupin, pa tudi osebe, ki delajo za zasebne varnostne službe. Nekateri med aretiranimi naj bi bili »stari znanci policije«.
Zaradi vloge pri protestih je bil februarja 2021 ovaden Anis Ličina, ki naj bi po navedbah policije med 16. oktobrom in 5. novembrom na družbenih omrežjih pozival k nasilnemu protestu. Ličina naj bi bil vodja skupine nasilnežev; med protestom naj bi nasilnežem poveljeval, kako naj ravnajo s policijo. Ličina je bil po protestu za okoli dve uri pridržan, a je bil izpuščen, ko je tožilka ugotovila, da pogoji za njegovo privedbo niso izpolnjeni. Ličina je potrdil, da je k protestu pozival, a zanikal, da bi bil organizator protesta. Decembra je bila v povezavi z njegovo vlogo pri nasilnih protestih na njegovem domu izvedena hišna preiskava. Ličina je v zvezi s protesti dal več medijskih intervjujev. Poveljevanje izgrednikom je zanikal in za časnik Dnevnik zatrdil, da je dogajanje na protestu vseskozi snemal; posnetek naj bi dokazoval njegovo nedolžnost.
Zaradi storitve kaznivega dejanja sodelovanja v skupini, ki prepreči uradni osebi uradno dejanje, je bil ovaden 30-letni Ljubljančan.
26-letni Mariborčan je med protestom napadel več policistov (met pirotehničnega sredstva v policista in brca v policista) in novinarjev. Posameznik je fizično napadel in huje poškodoval fotoreporterja Živuloviča, ki se je med napadom onesvestil; nezavestnega ga je nato še večkrat brcnil. Fizično je napadel tudi novinarja Vladimirja Voduška, ki je pri tem padel po stopnicah in se poškodoval. Fizično je napadel še snemalca in mu pri tem uničil kamero. Enega policista je brcnil v hrbet tako, da je policist z glavo udaril ob tla. V drugega policista je vrgel gorečo baklo. Tretjega je brcnil v prsni koš, v policista konjenika pa je vrgel steklenico. Prav tako pa je naključnemu udeležencu protesta poškodoval mobilni telefon. Posameznik je bil član navijaške skupine Viole in naj bi se protesta udeležil, da bi se z nasiljem dokazal v navijaški skupini in si s tem zaslužil napredovanje po hierarhiji skupine. Pri posamezniku je bila izvedena hišna preiskava, po kateri je bil pridržan in 23. decembra z odredbo preiskovalnega sodnika poslan v pripor. Tožilstvo mu je očitalo štiri napade na uradno osebo, poškodovanje tuje stvari in pa povzročitev lahke in hude telesne poškodbe. Julija 2021 je bil obsojen na 2 leti in 8 mesecev zapora; ob izreku sodbe se je opravičil ter dejal, da je dejanja storil pod vplivom alkohola.
Požiga tržničnih stojnic so bili osumljeni trije posamezniki, 28-letnik, 32-letnik in tretji osumljenec, ki je bil neidentificiran.

## Posledice
Policija je po izgredih pridržala 10 oseb; nekateri med aretiranimi naj bi bili tudi »stari znanci policije«. Ugotovljenih je bilo 52 kršitev odloka o začasni splošni prepovedi gibanja in zbiranja ljudi na javnih mestih in površinah, šest kršitev zakona o javnem redu in miru, šest kršitev zakona o osebni izkaznici, trem osebam pa so bila zasežena pirotehnična sredstva. Tri osebe so bile za namen ugotavljanja identitete privedene v policijske prostore, sicer ni bila pridržana nobena oseba.
Stroški policije ob varovanju petonovemberskih shodov, izvirajoč iz plačila udeleženga osebja in uporabe službenih vozil, konj, psov in varovalnih ograj, so znašali okoli 56.000 €. V ta znesek pa niso zajeti stroški uporabe helikopterja, prisilnih sredstev, pripravljenosti policistov itn.

### Poškodovani
Med protesti je bilo poškodovanih 15 policistov; pet jih je zaradi poškodb poiskalo zdravniško pomoč, nihče od njih pa ni ostal na zdravljenju. Poškodovana sta bila dva novinarja; fotoreporter (huje poškodovan) in snemalec (lažje poškodovan). Zdravstveno oskrbo je zaradi poškodb poiskal tudi en protestnik.

### Gmotna škoda
Med izgredi je nastala materialna škoda; poškodovani so bili: mestni cvetlični lonci, osem vozil (od tega dve reševalni vozili, tri policijska službena vozila), okna dveh javnih ustanov in pipe na fontani, štiri tržnične stojnice in dva zabojnika pa so bili požgani.

### Preiskave

#### Policijska preiskava
Policija je v okviru tekoče kriminalistične preiskave javnost pozvala, naj se policiji posreduje vsakršne posnetke shodov in tako policiji pomaga identificirati udeležence. Za sprejemanje videoposnetkov izgredov in pridruženimi relevantnimi podatki ustvarila posvečen naslov spletne pošte. Policija je tudi pozvala še neznane oškodovance naj kontaktirajo policijo. Sindikat policistov Slovenije je na družbenih omrežjih delil sliko udeleženca, ki je med protestom fizično napadel policista in fotografa, in javnost prosil za pomoč pri ugotavljanju identitete posameznika.
Policija je v okviru preiskave od občanov prejela več posnetkov, opravila več ogledov krajev kaznivih dejanj in zavarovala dokaze. Policija je v okviru postopka prav tako pričela iskati organizatorje protestov. V policijski preiskavi je sodelovalo več kot 70 policistov in kriminalistov, policija je tekom preiskave opravila več kot 100 razgovorov, pregledala 280GB posnetkov in fotografij, in obravnavala 30 kaznivih dejanj in 130 prekrškov.
Na podlagi policijske preiskave je bilo do 23. decembra 2020 uvedenih 81 prekrškovnih postopkov zaradi kršitev Zakona o nalezljivih boleznih, 37 prekrškovnih postopkov zaradi kršenja javnega reda in miru, 8 prekrškovnih postopkov zaradi kršitev Zakona o zasebni izkaznici, 2 postopka zaradi kršitve Zakona o javnih zbiranjih in 3 postopki zaradi nedovoljene uporabe pirotehnike.
Do 23. decembra 2020 je policija podala kazenske ovadbe zoper štiri osebe zaradi kaznivih dejanj preprečitve uradnega dejanja ali maščevanja uradni osebi, zoper štiri osebe zaradi napada na uradno osebo, ko opravlja naloge varnosti, in zoper dve osebi zaradi kaznivih dejanj sodelovanja v skupini, ki prepreči uradni osebi uradno dejanje. Pri eni osebi je bilo ugotovljeno tudi kaznivo dejanje hujskanja k upiranju.

#### Parlamentarne preiskave
Opozicijske stranke LMŠ, SD, Levica in SAB so nasilje na petonovembrskih shodih označile za
»zrežirano« in napovedale namen proučevanja ozadja izgredov na odboru za notranje zadeve in komisiji za nadzor obveščevalnih in varnostnih služb.
Dan po izgredih je predsednik Knovsa Matjaž Nemec sklical sejo tega odbora in nanjo med drugim povabil premierja Janšo, da pojasni vlogo Sove v zvezi z petonovembrskimi shodi in izgredi. Seja je bila napovedana v petek en teden po izgredih.
12. novembra je v Državnem zboru potekala nujna seja odbora za notranje zadeve, javno upravo in lokalno samoupravo, na katerem je vodstvo policije in Sove navzočim predstavilo priprave na ukrepanje in ukrepe policije ob izgredih. Opozicijski poslanci so na seji opozorili, da niso prejeli pisnega gradiva. Direktor Sove je med sejo pojasnil, da je agencija dogajanje v zvezi s petonovembrskimi protesti spremljala zaradi prisotnosti »mednarodnih aktivnosti«, zaradi varovanja podatkov pa o podrobnostih na odprti seji ni razpravljal. Predstavnik policije je pojasnil, da se je policija pričela pripravljati na protest za tem, ko je na družbenih omrežjih zaznala pozive k udeležbi. Z nadaljnjim zbiranjem informacij so ugotovili, da bo šlo za nasilne proteste s povezavami s tujino in kriminalnimi družbami, zato so ocenili, da gre za dogodek z visoko stopnjo tveganja.
13. novembra je potekala za javnost zaprta seja Knovsa. Janez Janša, ki je bil na sejo povabljen, se seje ni udeležil. Po poročanju 24ur in Dela naj bi bilo med zaprto sejo razkrito, da so protest spremjali tudi agenti Sove. Razpravo seje je v javnosti komentiral zgolj poslanec Levice Miha Kordiš, ki je navedel, da čeprav zaradi tajnosti ne sme razkriti podrobnosti, lahko razkrije, da bi lahko vlada glede na predhodno znane informacije protest »na marsikateri točki« preprečila, in da je bil zato obseg prisilnih sredstev in ukrepov, ki se je zgodil med izgredi, preprečljiv in nepotreben. Kordiš je prav tako navedel, da so bili med protestom res prisotni »predstavniki podzemlja«, a tudi »skupine skrajne desnice z zgodovinsko izpričanimi povezavami do stranke SDS«. V objavi na Facebooku pa je med drugim zapisal »Politični vrh je vnaprej vedel marsikaj, a se je Janez Janša odločil, da želi spektakel konjenice, solzivca, vodnega topa in gumjastih nabojev za napad na civilno družbo, medije in opozicijo.« in »Z dogodki je povezano podzemlje, tudi kakšna neonacistična skupina z zgodovinsko izpričanimi povezavami do SDS.« Sova je v odzivu izjavila, da so bile Kordiševe navedbe »neresnične in netočne ter [da] ne odražajo dejanskega stanja«; Sova naj bi domnevno zgolj pričakovala udeležbo neonacistične skupine Blood & Honour (kot tudi Antife), a na protestu prisotnosti članov skupin naj ne bi zaznali. Kordiš je v odzivu na Sovin odziv na Facebooku zapisal: »Bomo odprli sejo? Se bo pokazalo še kaj drugega.« Zaradi Kordiševih navedb je Kordiša kazensko ovadil poslanec SDS Branko Grims zaradi suma izdaje tajnih podatkov in zlorabe položaja.

### Predlagani ukrepi
Po izgredih je notranje ministrstvo predlagalo, da bi pozivanje k protestom in organiziranje protestov v času epidemije postalo kaznivo dejanje, ki bi se kaznovalo z zaporno kaznijo do 1 leta. Notranji minister Hojs je nato vladi predlagal spremembo kazenskega zakonika, ki bi omogočal do tri mesece zaporne kazni za osebe, ki bi pozivale h kršenju vladnih odlokov. Prav tako je predlagal, da bi se za nasilne protestnike lahko odredilo priporni nalog. Do predlogov kriminalizacije protestov so bili odklonilno opredeljeni na pravosodnem ministrstvu. Kot kompromis je nato notranje minisrstvo vladi predlagalo zgolj povečanje glob. Tako bi kazen za nedovoljeno zbiranje zvišali iz 400-4.000 € na 1.000-10.000 €, organiziranje protestov (vključno za pozivanje na proteste in državljansko nepokorščino prek medijev ali družbenih omrežij) pa s plačilom globe od 1.500-15.000 €. Naveden povod za zaostrovanje kazni in pooblastil so bili nasilni protesti 5. novembra. Zaostritev kazni naj bi bile vključene v protikoronski zakonodajni paket PKP6. Do višanja kazni so bili kritični strokovnjaki iz področja prave, saj naj bi šlo za nesorazmerne kazni, na katere bi se moralo odzvati ustavno sodišče in varuh človekovih pravic.

## Odzivi
Skupina Anonymous, ki je petonovembrske proteste prva napovedala, je v odzivu na izgrede zapisala, da so določeni posamezniki oz. skupine "učinkovito izvedle diskreditacijo naših protestov" kar da bo koristilo ravno vladi.
Pobudniki petkovih protivladnih protestnikov so nasilne proteste obsodili in navedli, "da gre za prozoren poskus vladajočih, da bi polletne miroljubne proteste, ki so usmerjeni proti korupciji, zlorabi oblasti in ideološkemu mračnjaštvu strahovlade, povezali s konceptom nasilja" in "da v četrtek niso potekali protesti, temveč vnaprej pripravljeni izgredi, skupine posameznikov pa je zlorabila napovedan protest za nasilno delovanje, »ki naj bi legitimiral policijsko nasilje in demoniziral protestniško gibanje«".
Sindikat policistov Slovenije je zvečer na dan izgredov izrazil skrb zaradi nasilnega ravnanja na shodu. Nasilje so obsodili v Društvu novinarjev Slovenije in izpostavili posledično ogroženost varnosti in uresničevanja poklicne dolžnosti novinarjev.
Nasilne proteste oz. izgrede so med drugim obsodili še: opozicijske in koalicijske stranke oz. njihovi poslanci in voditelji, predsednik Borut Pahor, ljubljanski župan Zoran Janković, in pa komisija Pravičnost in mir Slovenske škofovske konference.
Četerica opozicijskih strank LMŠ, SD, Levica in SAB je zanikala namigovanja, da delijo krivdo za izgrede in ocenila, da je bilo nasilje na protestih "zrežirano". Četerica je dan po izgredih napovedala, da bo ozadje izgredov preiskala s pomočjo odborov DZ.
Oddaja Radiotelevizije Slovenija Tednik je po izgredih opravila intervju z Anisom Ličino, domenvnim organizatorjem petonovembrskih protestov. V intervjuju je v odzivu na vprašanje glede napadov na novinarje med izgredi svetoval, naj novinarji nosijo jopiče, iz katerih je razvidno, da so novinarji RTV, ker da bi se tako izognili nasilju. Nekateri so bili do izjave kritični, saj naj bi po njihovo izjavil, da želijo izgredniki napadati zgolj novinarje drugih medijskih hiš. Linčina naj bi bil eden izmed domnevnih glavnih osumljencev policijske preiskave; Linčina pa je vpletenost v organiziranje ali kordiniranje izgredov zanikal.
Poslanec in vodja Slovenske nacionalne stranke Zmago Jelinčič Plemeniti je v odzivu na izgrede izjavil, da je bila večina udeležencev na protestih "tujerodnih, se pravi Neslovencev" ki da "če že imajo državljanstvo, bi jim državljanstvo morali pobrati" in jih "izgnati v deželo izvora", tistim brez državljanstva pa "prepovedan vstop v Slovenijo vsaj za 10 let".
PV Janez Janša je na dan izgredov izrazil podporo policistom, obsodil pa nasilne proteste hkrati pa poudaril, da so mirni protesti v odsotnosti epidemije ustavna pravica. Janša je v času izgredov na Twitter-ju delil zaslonsko sliko fotografije Ivana Galeta iz popoldanskega shoda, pospremljeno z zapisom "“Miroljubni” protestnik s svojo tolpo razbija po Ljubljani". Iz zaslonske slike je bilo razvidno, da je fotografijo prejel od direktorja Sove Janeza Stuška. Posledično so se v javnosti pojavili sumi, da je Sova oz. njen direktor na območju Slovenije sledil državljanu. Gale je kasneje pojasnil, da se je shoda udeležil kot miren opazovalec in zavrnil sodelovanje ali pozivanje k nasilju.

## Kasnejše dogajanje
V javnosti je bilo zaznano več pozivov k protestom v četrtek 26. novembra in petek 27. novembra 2020. Poslanec Matjaž Nemec je navedel, da naj bi ob protestu 26. novembra ponovno prišlo do nasilja. Policija se je na morebitne proteste pripravila. Kljub napovedim do protesta v četrtek sploh ni prišlo.
Ugibanja o morebitnem prihajajočem nasilnem protestu so se ponovno pojavila ob napovedi protesta 13. januarja 2021 pred stavbo državnega zbora. K protestu je med drugim pozival videnjši pobudnih petonovemberskih protestov Anis Ličina. K protestu je pozivala tudi Anica Bidar s svojo iniciativo Maske dol. Slednja je zahtevala odstop tedanje vlade in predsednika države in vzpostavitev tehnične vlade, ki bi jo nadzeral protestni štab (katerega članica bi bila tudi sama), napovedala pa je udeležbo članov Štajerske varde, ki naj bi protestnike varovali pred policijo s "telesi in lesenimi ščiti". Pred protesti je notranji minister Hojs napovedal, da bo policija na protest pripravljena in da bo po potrebi uporabila vodni top. Protest, na katerem je nekaj sto udeležencev izrekalo nestrinjanje s strogostjo protikoronskih ukrepov, je minil mirno.